# Chayanta (provincie)
Chayanta is een provincie in het noorden van het departement Potosí in Bolivia.

## Geografie
De provincie Chayanta is een van de zestien provincies van het departement. Het ligt tussen 18° 23' en 19° 6' zuiderbreedte en 65° 23' en 66° 19' westerlengte. De provincie is 7026 km², even groot als de provincie Gelderland. De provincie wordt begrensd door de provincies Charcas in het noorden en Rafael Bustillo in het noordwesten, het departement Oruro in het westen, de provincies Tomás Frías en Cornelio Saavedra in het zuiden en zuidoosten en het departement Chuquisaca in het oosten. De provincie is ca. 125 km van oost naar west en 100 km van noord naar zuid.

## Demografie
Belangrijkste taal in de provincie is met 79% het Quechua. De bevolking is volgens de laatste volkstellingen toegenomen van 73.128 in 1992 naar 90.205 in 2001, een toename van 23,4%. Hoofdstad van de provincie is Colquechaca met 1666 inwoners. 97% van de bevolking van de provincie heeft geen toegang tot elektriciteit en 98% leeft zonder sanitaire voorzieningen. 74% werkt in de landbouw, 1% in de mijnbouw, 13% in de industrie en 12% in dienstverlening.

## Bestuurlijke indeling
Chayanta is verdeeld in vier gemeenten:
- Colquechaca
- Ocurí
- Pocoata
- Ravelo

Alonso de Ibáñez · 
Antonio Quijarro · 
Bernardino Bilbao · 
Charcas · 
Chayanta · 
Cornelio Saavedra · 
Daniel Campos · 
Enrique Baldivieso · 
José María Linares · 
Modesto Omiste · 
Nor Chichas · 
Nor Lípez · 
Rafael Bustillo · 
Sud Chichas · 
Sud Lípez · 
Tomás Frías